# Nationaldivision 1999/2000
Die Nationaldivision 1999/2000 war die 86. Spielzeit der höchsten luxemburgischen Fußballliga.
F91 Düdelingen gewann den ersten Titel in der Vereinsgeschichte. Titelverteidiger Jeunesse Esch wurde Dritter.

## Meisterschaftsformat
Die zwölf Teams spielten zuerst einen Grunddurchgang bestehend aus einer einfachen Hin- und Rückrunde. Danach traten die vier besten Teams im Meisterplayoff gegeneinander an. Die restlichen acht Mannschaften wurden in zwei Gruppen aufgeteilt und spielten um den Klassenerhalt. Die Ergebnisse aus dem Grunddurchgang wurden dabei jeweils mitgenommen.
Jede dieser drei Gruppen wurde wieder in einer Hin- und Rückrunde ausgetragen. Die beiden Letzten der Abstiegsgruppen stiegen in die Ehrenpromotion ab.

## Grunddurchgang

### Tabelle
| Pl. | Verein                 | Sp. | S  | U | N  | Tore    | Diff. | Punkte |
| --- | ---------------------- | --- | -- | - | -- | ------- | ----- | ------ |
| 1.  | CS Grevenmacher        | 22  | 11 | 8 | 3  | 042:180 | +24   | 41     |
| 2.  | F91 Düdelingen         | 22  | 11 | 8 | 3  | 036:200 | +16   | 41     |
| 3.  | FC Avenir Beggen       | 22  | 12 | 4 | 6  | 032:190 | +13   | 40     |
| 4.  | Jeunesse Esch (M, P)   | 22  | 10 | 8 | 4  | 036:260 | +10   | 38     |
| 5.  | Sporting Mertzig       | 22  | 11 | 4 | 7  | 035:250 | +10   | 37     |
| 6.  | Union Luxemburg        | 22  | 8  | 9 | 5  | 029:230 | +6    | 33     |
| 7.  | CS Hobscheid           | 22  | 9  | 5 | 8  | 035:260 | +9    | 32     |
| 8.  | US Rumelange (N)       | 22  | 8  | 5 | 9  | 028:380 | −10   | 29     |
| 9.  | FC Wiltz 71            | 22  | 6  | 7 | 9  | 034:370 | −3    | 25     |
| 10. | FC Monnerich           | 22  | 7  | 4 | 11 | 035:450 | −10   | 25     |
| 11. | FC Schifflingen 95 (N) | 22  | 4  | 4 | 14 | 024:390 | −15   | 16     |
| 12. | FC Aris Bonneweg       | 22  | 1  | 2 | 19 | 014:640 | −50   | 05     |

| (M) | amtierender luxemburgischer Meister     |
| (P) | amtierender luxemburgischer Pokalsieger |
| (N) | Neuaufsteiger aus der Ehrenpromotion    |

### Kreuztabelle
| 1999/2000 Grunddurchgang | GRE | F91 Düdelingen | AVE | JEU | MER | Union Luxemburg | HOB | US Rumelange | FC Wiltz 71 | FC Monnerich | FC Schifflingen 95 | Aris Bonneweg |
| ------------------------ | --- | -------------- | --- | --- | --- | --------------- | --- | ------------ | ----------- | ------------ | ------------------ | ------------- |
| CS Grevenmacher          |     | 2:2            | 3:1 | 0:0 | 2:0 | 0:3             | 1:1 | 4:0          | 2:2         | 4:0          | 2:1                | 3:0           |
| F91 Düdelingen           | 1:1 |                | 1:1 | 1:1 | 2:2 | 0:2             | 2:1 | 1:0          | 3:1         | 3:0          | 3:0                | 3:0           |
| FC Avenir Beggen         | 1:2 | 1:1            |     | 1:0 | 2:0 | 1:1             | 0:1 | 2:1          | 2:0         | 0:0          | 2:0                | 4:0           |
| Jeunesse Esch            | 1:2 | 0:0            | 2:1 |     | 2:3 | 1:1             | 2:1 | 2:1          | 2:1         | 2:2          | 3:1                | 2:0           |
| Sporting Mertzig         | 1:0 | 1:2            | 3:0 | 1:2 |     | 0:1             | 1:0 | 4:0          | 5:1         | 0:0          | 1:0                | 4:2           |
| Union Luxemburg          | 1:1 | 0:2            | 2:1 | 2:1 | 3:0 |                 | 0:0 | 1:1          | 1:1         | 3:0          | 2:3                | 1:1           |
| CS Hobscheid             | 0:3 | 1:2            | 1:3 | 1:1 | 1:1 | 1:0             |     | 4:1          | 0:0         | 2:1          | 2:1                | 7:1           |
| US Rumelange             | 1:0 | 1:1            | 0:2 | 2:2 | 1:1 | 3:0             | 0:4 |              | 3:2         | 3:0          | 2:1                | 1:0           |
| FC Wiltz 71              | 0:5 | 0:2            | 0:2 | 3:3 | 1:2 | 2:4             | 2:0 | 0:0          |             | 6:1          | 0:0                | 5:0           |
| FC Monnerich             | 0:3 | 4:2            | 0:2 | 2:3 | 1:3 | 1:1             | 3:0 | 4:2          | 1:2         |              | 4:2                | 6:0           |
| FC Schifflingen 95       | 1:1 | 1:0            | 1:2 | 0:2 | 1:0 | 1:1             | 1:3 | 1:2          | 2:2         | 0:1          |                    | 3:0           |
| FC Aris Bonneweg         | 1:1 | 0:2            | 0:1 | 6:2 | 1:2 | 0:2             | 0:4 | 2:3          | 0:1         | 2:4          | 4:3                |               |

## Playoffs

### Meisterplayoff

#### Abschlusstabelle
Die gegeneinander erzielten Ergebnisse aus der Vorrunde wurden mit eingerechnet
| Pl. | Verein           | Sp. | S  | U  | N  | Tore    | Diff. | Punkte |
| --- | ---------------- | --- | -- | -- | -- | ------- | ----- | ------ |
| 1.  | F91 Düdelingen   | 28  | 16 | 9  | 3  | 054:290 | +25   | 57     |
| 2.  | CS Grevenmacher  | 28  | 12 | 10 | 6  | 049:270 | +22   | 46     |
| 3.  | Jeunesse Esch    | 28  | 12 | 10 | 6  | 050:370 | +13   | 46     |
| 4.  | FC Avenir Beggen | 28  | 13 | 5  | 10 | 039:360 | +3    | 44     |

#### Kreuztabelle
| 1999/2000 Meisterplayoff | F91 Düdelingen | GRE | JEU | AVE |
| ------------------------ | -------------- | --- | --- | --- |
| F91 Düdelingen           |                | 1:1 | 4:2 | 5:1 |
| CS Grevenmacher          | 2:3            |     | 0:2 | 0:1 |
| Jeunesse Esch            | 1:2            | 2:2 |     | 5:1 |
| FC Avenir Beggen         | 2:3            | 0:2 | 2:2 |     |

### Abstiegsplayoff Gruppe A

#### Abschlusstabelle
Die gegeneinander erzielten Ergebnisse aus der Vorrunde wurden mit eingerechnet
| Pl. | Verein             | Sp. | S  | U | N  | Tore    | Diff. | Punkte |
| --- | ------------------ | --- | -- | - | -- | ------- | ----- | ------ |
| 1.  | CS Hobscheid       | 28  | 13 | 5 | 10 | 051:430 | +8    | 44     |
| 2.  | Sporting Mertzig   | 28  | 12 | 4 | 12 | 052:430 | +9    | 40     |
| 3.  | FC Wiltz 71        | 28  | 8  | 7 | 13 | 045:510 | −6    | 31     |
| 4.  | FC Schifflingen 95 | 28  | 9  | 4 | 15 | 038:480 | −10   | 31     |

#### Kreuztabelle
| 1999/2000 Gruppe A Abstiegsplayoff | HOB  | MER | FC Wiltz 71 | FC Schifflingen 95 |
| ---------------------------------- | ---- | --- | ----------- | ------------------ |
| CS Hobscheid                       |      | 2:1 | 4:2         | 3:0                |
| Sporting Mertzig                   | 10:3 |     | 0:3         | 4:5                |
| FC Wiltz 71                        | 2:4  | 3:1 |             | 0:2                |
| FC Schifflingen 95                 | 2:0  | 2:1 | 3:1         |                    |

### Abstiegsplayoff Gruppe B

#### Abschlusstabelle
Die gegeneinander erzielten Ergebnisse aus der Vorrunde wurden mit eingerechnet
| Pl. | Verein           | Sp. | S  | U  | N  | Tore    | Diff. | Punkte |
| --- | ---------------- | --- | -- | -- | -- | ------- | ----- | ------ |
| 1.  | FC Monnerich     | 28  | 11 | 5  | 12 | 053:510 | +2    | 38     |
| 2.  | US Rumelange     | 28  | 10 | 6  | 12 | 036:500 | −14   | 36     |
| 3.  | Union Luxemburg  | 28  | 8  | 11 | 9  | 034:340 | ±0    | 35     |
| 4.  | FC Aris Bonneweg | 28  | 5  | 2  | 21 | 027:790 | −52   | 17     |

#### Kreuztabelle
| 1999/2000 Gruppe B Abstiegsplayoff | FC Monnerich | US Rumelange | Union Luxemburg | Aris Bonneweg |
| ---------------------------------- | ------------ | ------------ | --------------- | ------------- |
| FC Monnerich                       |              | 6:1          | 1:1             | 5:1           |
| US Rumelange                       | 0:1          |              | 2:1             | 4:2           |
| Union Luxemburg                    | 0:3          | 0:0          |                 | 1:2           |
| FC Aris Bonneweg                   | 3:2          | 2:1          | 3:2             |               |